# 戰時猛獸處分

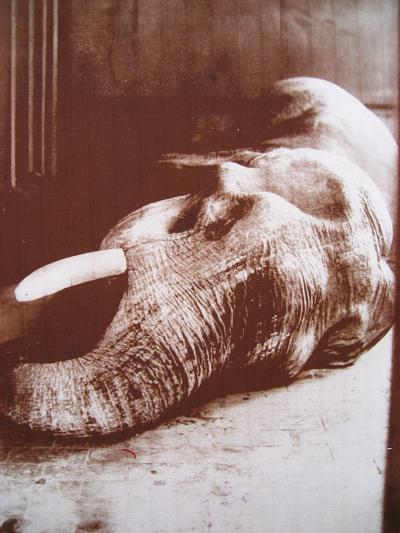
1943年，位於上野動物園的印度象「約翰」被列定為「戰時猛獸處分」的撲殺對象。在8月29日因絕食而餓死。

戰時猛獸處分政策，是指動物園在戰爭期間為了防止動物逃脫，而對動物進行的人道毀滅行動，以減少其對周邊環境造成的潛在危害。
歷史上，日本在第二次世界大戰期間經歷了一系列為應對盟軍空襲而實施的措施，其中包括在動物園內進行的動物撲殺。這種行為在當地被視為習慣。除了日本之外，英國和德國在二戰期間也發生過出於防範動物逃脫而對動物進行撲殺的事件。
然而，也存在一些動物園在危機時刻選擇不進行動物的撲殺，而有些動物卻在空襲中不幸喪生，如柏林大轟炸期間發生的案例。另外，一些動物在戰時為了食品供應而被屠宰，這種情況主要發生在需要獲取肉類的特殊狀況下，例如普法戰爭期間的蓖麻和波呂克斯。

## 日本
在日本，自1943年二戰時期起，日本各地的動物園就開始戰時猛獸處分。這項措施不是由軍隊下令，而是由都道府縣和市町村等行政機構下令的。由於缺乏飼料，許多養殖動物在戰爭期間死亡。

### 背景
1939年左右，即日中戰爭爆發的年代，日本開始認真思考防空時野生動物逃脫的對策。 1939年5月，第一次全國動物園長會議（後來的日本動物園水族館協會）討論了防空時野生動物逃脫的對策作為一個研究課題，並考慮籠子的防護和安樂死等措施。 這是考慮到當時仍是日本領土的臺灣頻繁遭到了中華民國空軍的跨洋轟炸的影響。自1936年發生上野動物園黑豹逃脫事件以來，上野動物園每年都會進行野生動物捕獲訓練，而1939年的訓練是基於「籠子被空襲破壞導致逃脫」的假設進行的。東山動植物園也進行了緊急時期的安樂死訓練，作為防空演習的一部分。
隨著日美關係的惡化，太平洋戰爭迫在眉睫。1941年7月，陸軍東部軍司令部向上野動物園發出指示，要求其提出非常時期的對策綱要。上野動物園依此起草並提交了《動物園非常處置綱要》。 綱要對飼養動物進行了四類劃分，併計劃在實際空襲開始和火災等迫在眉睫的情況下，從危險程度最高的動物開始實施安樂死。在日美開戰後的1942年4月，空袭东京的發生使空襲威脅更加實際。
戰時的動物處決始於1943年的上野動物園。並從8月11日決定處決一頭大象開始，8月16日，東京都長官大達茂雄下達了處決所有猛獸的命令。上野動物園依照這項命令，以藥物安樂死和飢餓致死的方式處決了包括大象和獅子在內的14種、共27頭動物。大達曾在昭南岛負責軍政，對戰局了解頗深，因此對本土的疏開對策非常關注。前園長古賀忠道推測，大達下達動物處決命令的目的可能不僅是為了預防潛在危害，更可能是為了提高國民的危機意識。然而，由於缺乏確切的史料，這一問題的真相尚未被明確闡明。在東京，井之頭自然文化園也進行了類似的操作，殺害了兩頭熊。
上野動物園採取緊急措施後，全國各地的巡迴馬戲團等養殖猛獸的處理也成為社會問題。截至1943年，日本國內的馬戲團養有51頭獅子、11頭大象、8頭熊、6頭豹、2頭老虎等，此外，一些非屬於馬戲團但被稱為「猛獸使者」的人 也養殖了多種動物。為了解決這個問題，內務省和警視廳於1943年9月要求大日本業協會的臨時演出部將猛獸飼養限制在城市之外，並在防空警报後停止演出，還要求進行射殺準備或實施「悉心處置」。1943年10月，警視廳曾下達處分命令，涉及52頭獅子等，但其他動物的去向不明。
1944年上半年開始，日本各地的其他動物園也開始進行戰時猛獸處理。包括寶塚動植物園、大阪市立動物園、京都市動物園等動物園在1944年3月實施了處理，仙台市立動物園和福岡市紀念動物園也於1944年6月進行了處理。在東山動物園，由於市長的指示，1943年10月至11月期間共有2頭獅子和1頭熊被處決，但其他動物得以繼續飼養。到了1944年12月13日名古屋大空襲時，獵友協會強硬要求「內務省發出射殺命令」，導致了2頭獅子、2頭豹、1頭老虎和2頭熊被槍殺。數天后，剩下的8頭熊也被處死。
戰時猛獸的處理在很大程度上是由地方政府等行政機構的命令以及來自警防团等的請求，根據動物園自身的判斷實施的。有人認為，這些處理行為的責任常被歸咎於軍方，以逃避自身責任。 然而，實際上，並非所有的猛獸處理都是直接由軍方命令導致的。在京都市動物園，第16師團下達猛獸處理命令。
除了處死外，一些地方還採取了將動物轉移到安全地區的動物園以避難的做法。東山動物園在1943年12月將2頭獅子捐給蒙古自治邦政府下的張家口動物園。然而，一些計劃雖然進行了研究，但並未實施。由於飼料短缺導致的餓死和為了整頓頭數而進行的處理也接連發生，一些動物還因空襲而死亡。
戰爭結束時，存活下來的動物僅剩在東山動物園存活的2頭和京都市動物園的1頭大象（不久後死於飢餓）、上野動物園的3頭和京都市動物園的1頭長頸鹿（不久後死於飢餓），以及東山動物園的1頭黑猩猩等少數動物。唯二倖存的大象後被專列貨車運送到東山動物園。

### 上野動物園

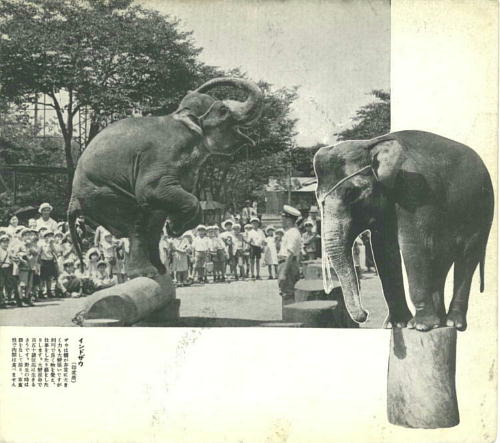
1938年的上野動物園與園區內大象的廣告。

1943年8月16日，東京都長官大達茂雄發布了對上野動物園等地進行猛獸處理的命令，根據命令，上野動物園進行了包括大象、獅子、老虎、熊、豹、毒蛇在內的14種27頭猛獸的處理。大部分採用混入毒药的投毒方式進行，還有使用電纜絞殺、餓死以及刀具處理的例子。
大約兩年前的1941年8月11日，為響應陸軍的指示，上野動物園制定了「動物園非常措施要綱」，並製定了在空襲危機迫在眉睫時的處理方針。要綱依飼養動物的危險程度，將其分為「第一類」熊、獅子、大象、老虎等，到最低危險度的「第四類」金絲雀、龜等。 準備時機方面規定，「第一期的防空令、第二期的空襲時，完成準備，第三期的空襲中，根據火災威脅的臨近程度，依次處理第一、第二類動物，進一步威脅時 ，依序處理第三類動物。」由於收集飼養動物的成本龐大，再次取得也困難，因此方採取慎重處理的政策。處理方式以藥物毒殺為主，並規定了投藥量，作為備用手段也包括了槍殺。
大達擔任東京都長官後，對於猛獸的處理轉變為預防性的處理。大達在1個月內發布了對所有猛獸進行藥物毒殺的命令，該命令於同年8月16日由代理園長福田三郎發布。處理對象包括被認定為「第一類」危險動物中約佔一半的27頭，其中包括幼豹（生後約半年）、美洲野牛2頭、彩虹蛇和響尾蛇在8月20日之後加入。為避免市民因槍聲而感到不安，決定主要採用硝酸和马钱子碱的藥物毒殺方式。為了保守秘密，飼養員的家庭也被禁止透露處理的事實。
猛獸處理工作於8月17日命令當天閉園後開始。從開始先對棕熊和亞洲黑熊各1頭進行藥物毒殺，到9月1日，共進行了包括1頭大象在內的24頭處理。獵豹小八也是在這個時候進行的處理名單之一。雖然工作幾乎是每天進行，但由於解剖工作以及後來討論的疏散問題等原因，也有休息日。大部分按計劃進行藥物毒殺，但弱勢不肯吃毒餌的狀況，則採取一些例外，包括採電纜進行絞殺，東北棕熊因僅吃活食而無法用藥物毒殺，因而被刀具切斷頭部。9月11日又有1頭大象和1頭年幼的豹子死亡，到9月23日，共14種、27頭動物的處理工作結束。
在整個處理過程中，三頭印度象的處理尤其著名。其中，性情兇猛的「約翰」在命令下達之前的8月13日就開始進行餓死處理，並在第17天（8月29日）餓死。根據處理命令，剩下的2頭也將以餓死的方式處理。飼養員菅谷吉一郎認為，性情兇猛的約翰是無可奈何的處理對象，但性情溫和的「東奇」和「花子」是可以挽救的，於是向福田代理請求。福田也曾考慮將兩隻印度象轉交給其他動物園以拯救他們的性命，但由於大達的反對而未能實現。花子於9月11日餓死，最終倖存的東奇也於9月23日凌晨2點42分餓死，自此，上野動物園的大象全部死亡。空閒的象舍後來被用作材料存放場，但在1945年4月13日東京大空襲中，受到大量燃燒彈的波及而被毀壞。
關於大象的處理採用餓死的原因，福田回憶起起初曾嘗試使用藥物毒殺。福田表示，最初對於「約翰」的情況，為了增加其食慾，首先進行了絕食，然後餵食了含有硝酸和马钱子碱的有毒馬鈴薯，但對於敏感的大象而言，它們察覺到了並吐了出來。 據稱其他大象也同樣不接受有毒食物。 儘管嘗試過毒物注射，但由於厚實的皮膚無法刺穿針頭而失敗，只得採取了餓死的選擇。 然而，弗雷德里克·S·里頓（Frederick S. Litten）主張在日記中沒有記錄藥物毒殺的嘗試，可能一開始就是採取飢餓死亡的方針。福田的戰時日記中確實有記錄陸軍相關人員試圖將毒物混入水中讓「東奇」飲用，但並未提及毒餌。此外，關於毒物注射，有記錄軍方人員對「東奇」進行了採血，因此認為由於採血注射針可以穿透，毒物注射在物理上也是可能的。
在接到處理命令後，也進行了一些努力以避免處理。在16日傳達命令時，公園科長和福田代理等人討論了可能疏散的可能性。曾給名古屋市的東山動物園和仙台市的仙台市動物園發出了轉交2頭豹和2頭黑豹的請求信，以及1頭大象的請求信。 兩個動物園都積極回應並進行了鐵路安排，但在8月23日大達都長官下達停止疏散的指示後，疏散計劃被取消，此外，還有計劃將幼年豹轉交給高松市的栗林公園動物園，向大阪天王寺動物園詢問是否接受大象和馬來熊，以及向滿洲國新京動物園提出接收爬行動物的建議，但所有這些計劃均未實現。
有野動物園在戰時對猛獸的處理實施於同年9月2日公佈，在報道等媒體中稱為「時局犧牲動物」，9月4日，大達都長官等人出席了追悼儀式，但由於當時2頭大象仍然處於飢餓狀態且存活，因此象舍被拉起了帷幕並被蒙上了眼睛。動物的屍體在陸軍獸醫學校的協助下進行解剖，並加工成標本，包括標本和曬乾的皮。標本在1943年底製成，從1944年1月開始展出，包括獅子、豹、北極熊各2頭，棕熊、老虎和野牛。2頭大象的曬乾皮被提供給陸軍服裝廠作為研究資料。除了戰時猛獸處理以防止逃脫之外，由於上野動物園飼料供應困難的原因，還進行了整理飼養動物的處理。在太平洋戰爭爆發之前，上野動物園就已經顯露出飼料短缺的問題，推進了以魚類代替肉類和使用城市街道樹葉作為牧草替代的措施。
1941年2月，為了整理，3頭喜瑪拉雅棕熊和1頭亞洲黑熊被射殺，山羊等被用作肉食動物的飼料，隨著戰局惡化，飼料供應狀況愈發惡化，1945年，由於兩頭河馬（京子和馬爾）因飢餓而死亡，以及許多鳥類被用作肉食動物的飼料。由於飼料不足和空襲的壓力，海獅和黑猩猩因營養不良而死亡。 暖氣用燃料也嚴重短缺，熱帶產的動物疾病頻繁。 由於飼養動物的減少，空出的設施用於飼養人類食肉用的牲畜。
關於上野動物園在戰時對猛獸的處理的情況，當時代理園長福田三郎發表了《動物園物語》，後來於1957年由山本嘉次郎導演並更名為《象》改編成電影。

### 創作作品
戰後有部分創作作品以此為題材。最為人熟知的是土家由岐雄的童話作品《可憐的大象》（1951年），該作品以上野動物園大象的悲劇為基礎，也使戰時猛獸處分變得廣為人知。
此外，飯森廣一的漫畫《東奇物語》（1971年），以及藤子·F·不二雄的漫畫《哆啦A夢》中的「象與叔叔」（1973年，收錄於《藤子·F·不二雄》第5卷/《哆啦A夢》第4卷），分別描繪了動物園中進行的戰時猛獸處分。

### 戰後的動物們
第二次世界大戰結束後，上野動物園面臨著復原與轉變的挑戰。同年，台東區兒童提出「想看到活的大象」的請求，得到了印度總理賈瓦哈拉爾·尼赫魯的回應後，印度於9月向上野動物園贈送了一頭亞洲象母象，並將其命名為「英迪拉」，以紀念尼赫魯總理的女兒英迪拉·甘地。
同年9月，泰國也贈送了一頭亞洲象母象給上野動物園，這隻象是繼戰前贈送的「花子」後的第二代，得名「花子」。不同於前一頭在戰爭中被處分的命運，花子於1954年轉移到井之頭自然文化園。並在2016年5月26日辭世。
1952年，上野動物園飼養企劃長林壽郎從肯尼亞動物商購得48頭動物，包括河馬、長頸鹿、獵豹、斑點鬣狗等。這些動物陸續卸載在名古屋港、神戶港和橫濱港。
1950年，朝鮮戰爭爆發，引發了對於日本的安全擔憂。上野動物園在1950年底至1951年1月間制定了應對措施，包括《上野動物園非常事態計畫》和《非常事態打開計畫資料》的手冊。該計畫的主要策略是將動物疏散到伊豆大島，以避免受到擴大的戰事和空襲的影響。然而，在1951年5月至6月，象「花子」和一頭獅子被派往伊豆大島，這是動物園常態流動展覽的一部分，並非直接與戰爭相關。

### 臺灣
1943年12月27日，臺北市圓山動物園因預備空襲而進行猛獸處分，並先處分熊及棕熊。為確保有效處理，動物園在經過多次研究後採用電氣法進行殺戮。為了永久保存處理後的猛獸，其骨骼及內臟也提供給臺北帝國大學研究室作為研究資料。
園區內飼養的紅毛猩猩一郎，由於其身份為國寶，將對其檻舍進行補強，以確保其安全並加以保護。該動物園內的亞洲象瑪小姐被視為「已馴化動物」而不列入處分名單。

## 德國
在德國，動物園在戰爭期間分為進行預處置和未進行預處置的設施。儘管有一種說法指出，戰爭初期，德國西部的動物園曾被下達撲殺野生動物的命令，實際執行情況並不明確。其中在柏林動物園，雖然附近居民和工作人員擔心動物可能逃脫，尤其是獅子和老虎，但在戰爭初期並未進行任何預處置。相反，大量的家養動物在戰爭中死亡，而動物園的大象、獅子等在1943年的空襲中受到毀滅性打擊而死亡，但還有91隻動物在戰爭結束時倖存。戰爭後期，空襲開始後，慕尼黑动物园和法兰克福动物园的獅子被撲殺。 
烏帕塔動物園是早期進行預撲殺的一個例子。1940年3月15日，該動物園根據市政府的命令槍殺了三隻棕熊、兩隻北極熊和五隻獅子。該動物園在空襲中沒有受損，但在戰爭結束的混亂中，大部分剩餘的動物都被撲殺或洗劫。然而，它在戰爭結束後幾天就恢復了運作。戰爭期間，盟軍有關「德國動物園裡的野生動物全部被提前撲殺」的報告也與事實相矛盾。同樣地，還有關於柏林動物園在空襲中大批動物逃出，被机枪射殺的虛假報導。這些矛盾的情報可能是在戰爭期間流傳的虛假信息。
在由哈利·皮爾執導的1943年德國電影《恐慌》中，曾描述了一隻野獸從動物園逃跑的情節，某些報道可能受此電影的劇情影響。

## 英國
在二戰期間，英國因在不列顛之戰遭受德國空襲，使得伦敦动物园採取了措施，撲殺毒蛇、蝎子等無脊椎動物，以防止它們在空襲中逃逸。這導致負責爬蟲類25年的動物園管理員當眾哭泣。然而，其他動物並未事先被撲殺，大多數被趕到角落以躲避子彈。一些稀有動物例如大象，被疏散到惠普斯奈德动物园。兩隻海獅則因缺乏飼料而被疏散到美國。儘管倫敦動物園在空襲中受損有限，但仍有動物逃逸的事件，需要幾天時間才重新捕獲。。
1941年，貝爾法斯特進入德軍轟炸範圍後，貝爾法斯特動物園根據公共安全部的命令撲殺了33隻動物，包括獅子、狼、鬣狗和北極熊。這些被撲殺的動物在戰後才被重新發現。然而，一些大象在戰爭中倖存下來並未被撲殺。一頭名為希拉的小象被暫時藏在看護人家的後院，以免被撲殺。據貝爾法斯特動物園稱，照顧希拉的人的身份長期不為人知，
2009年，該人被證實為飼養員丹妮絲·韋斯頓·奧斯汀，奧斯汀因擔心德國的轟炸可能會打破動物的籠子。為防止希拉遭到殺害，每天下班後都會牽著大象到她位於懷特韋爾路的家。動物園的其他員工並不知道奧斯汀的行為，一直到希拉在追狗時跑進鄰居的花園，並在過程中打破了柵欄後。鄰居才向動物園負責人迪克·福斯特報告了這一事件，後者最後將大象帶回了動物園。
1944年，作家約翰·狄克森·卡爾的懸疑小說《他不會殺死耐心》（1944年出版）針對政府要求動物園殺死毒蛇的情境提出批判。

## 美國
在美國，由於日軍的空襲，動物逃逸的風險成為一個問題。例如在费城动物园，當城市遭受轟炸，導致動物因籠子損壞而有逃逸的危險時，警衛決定殺死30隻危險動物，包括美洲野牛、獅子、非洲象等。猴子則在逃逸威脅下被槍殺。這些計劃同時考慮重新捕獲鬃狼和鬣狗而不是撲殺它們。

## 另見
- 英国宠物大屠杀
- 艾莉（日语：エリー_(象)）
- 大象列車（日语：象列車）

## 外部連結
- YouTube上的１９４０アーカイブス～あのころ日本は～　象君の防空訓練（朝日新聞社提供、2019年2月10日公開）